# Emilie Haspels

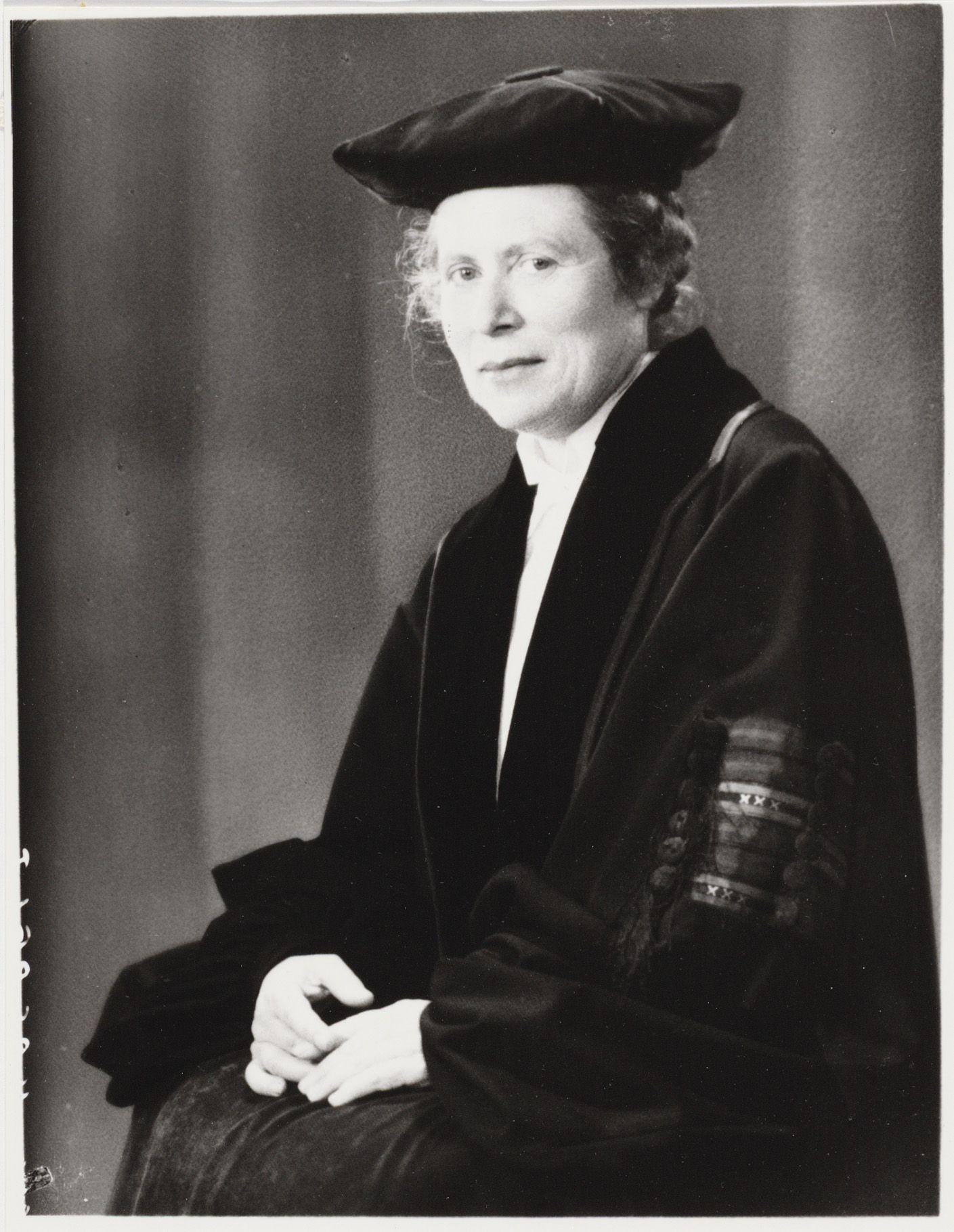
Emilie Haspels (1948)

Caroline Henriette Emilie Haspels (* 15. September 1894 in Diepenveen; † 25. Dezember 1980 in Capelle aan den IJssel) war eine niederländische Klassische Archäologin.

## Leben
Emilie Haspels war die Tochter von George Frans Haspels. 1935 wurde sie an der Universität Utrecht mit der Arbeit Bijdrage tot de studie van Attisch zwartfigurig promoviert. Ihr daraus hervorgegangenes Buch Attic black-figured lekythoi wurde zum Standardwerk auf dem Gebiet der schwarzfigurigen Vasenmalerei.
Von 1937 bis 1939 führte sie im Auftrag  des Institut Français d’Etudes Anatoliennes unter der offiziellen Grabungsleitung von Albert Gabriel in der Midasstadt in Phrygien Ausgrabungen durch. Vom Kriegsausbruch überrascht, konnte sie nicht nach Europa zurückkehren und musste in Istanbul bleiben, wo sie u. a. an der Universität Istanbul lehrte. Von 1946 bis 1965 war sie Professorin für Klassische Archäologie an der Universität Amsterdam und gleichzeitig Direktorin des Allard Pierson Museum.
Seit 1960 war sie Mitglied der Königlich Niederländischen Akademie der Wissenschaften.

## Veröffentlichungen (Auswahl)
- Attic black-figured lekythoi (= École française d’Athènes. Travaux et Mémoires. Bd. 4). Text- und Tafelband. Boccard, Paris 1936.
- La cité de Midas. Céramique et trouvailles diverses (= Phrygie. Exploration Archéologique. Bd. 3). Boccard, Paris 1951.
- The Highlands of Phrygia. Sites and monuments. 2 Bände. Princeton University Press, Princeton NJ 1971, ISBN 0-691-03863-5.
- I am the Last of the Travelers. Midas City Excavation and Surveys in the Highlands of Phrygia. Herausgegeben von Dietrich Berndt. Arkeoloji ve Sanat Yayınları, Istanbul 2009, ISBN 978-605-396-029-4. 2. erweiterte Auflage Istanbul 2012.